# Kartuša (hieroglif)
Hieroglif kartuša kot tak se je v egipčanščini uporabljal za besedo ime. V Gardinerjevem seznamu hieroglifov je razvrščen v skupino V: Vrvi, vlakna, košare, vreče in drugo ter označen z V10. 
| V11 |

| V10 |

| D21 · N35 |

## Raba na Kamnu iz Rosette
Hieroglif kartuša je na Kamnu iz Rosette zapisan sedemkrat skupaj s hieroglifom gad v frazi ren-f - ime-njegovo. 

## Razvoj hieroglifa
| T12 |

| T12 |

| V10 |

| V10 |

| M4 |

| M4 |

## Galerijakartušekot hieroglifa
- Relief s hieroglifi
- Tempelj Kom Ombo
- Tempelj v Edfuju
- Stela Ramzesa I. in Ramzesa IX.